# 16 Eskadra Towarzysząca

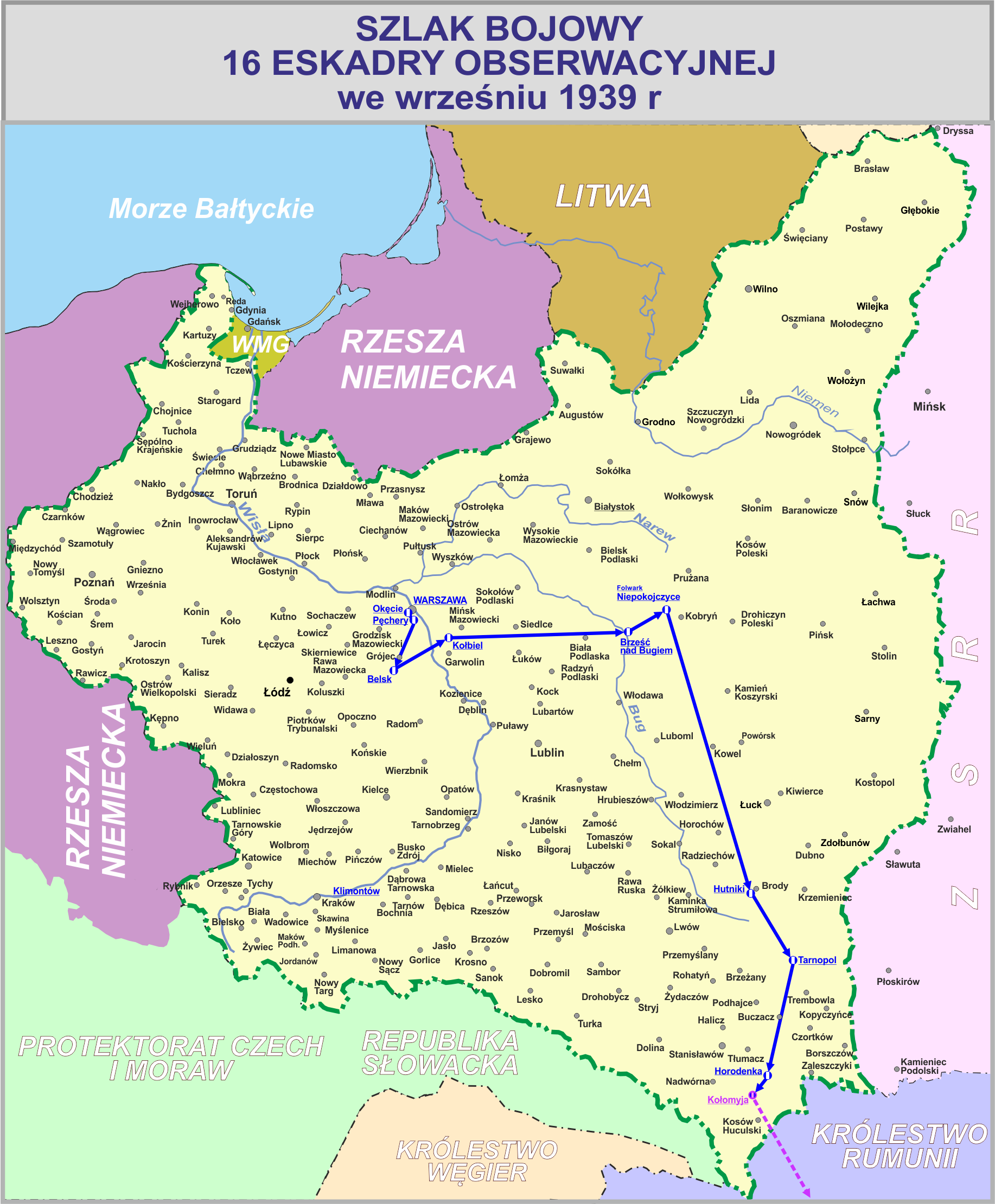

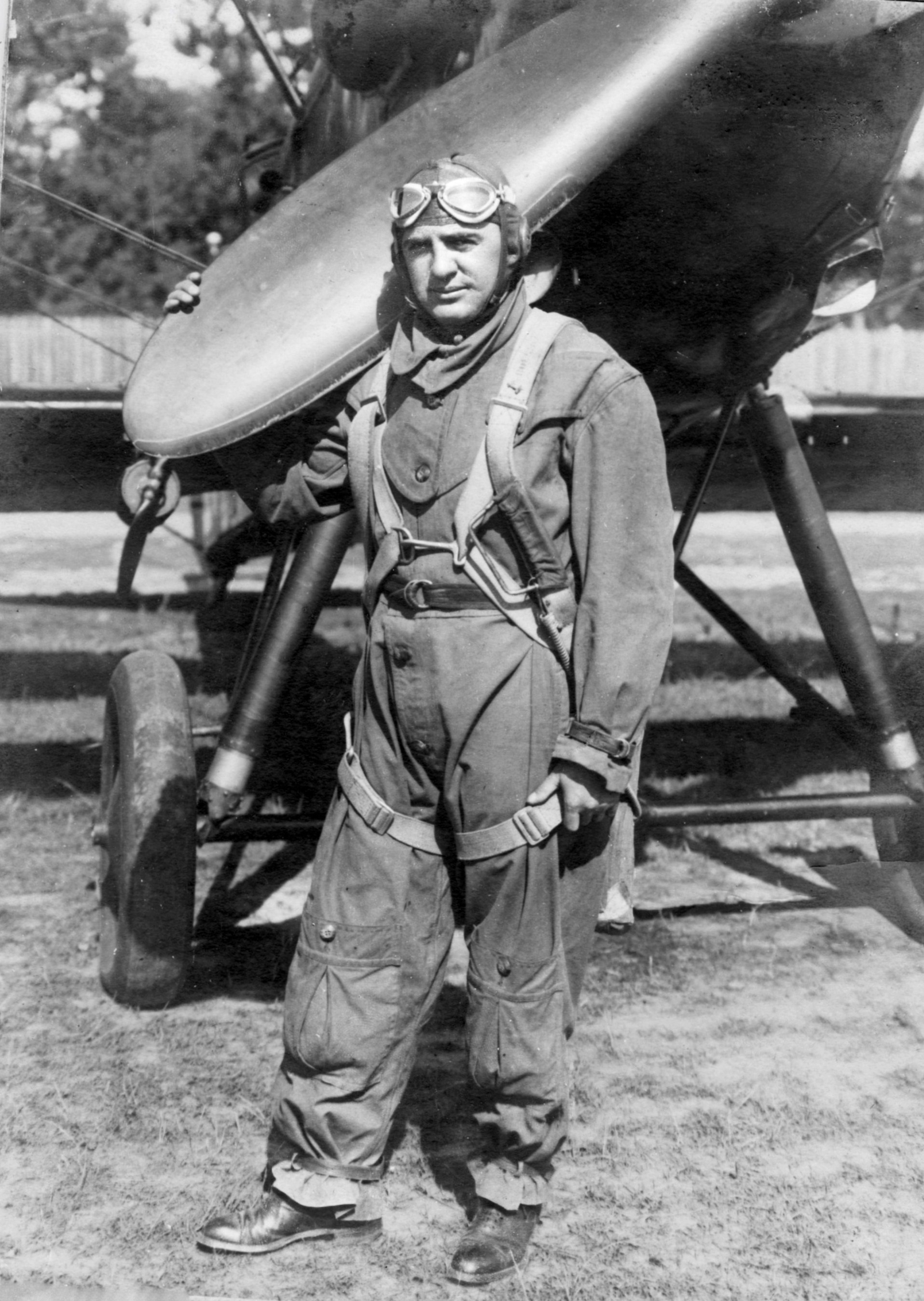
Pilot Mieczysław Halicki w składzie 16 eskadry

16 Eskadra Towarzysząca (obserwacyjna, łącznikowa) – pododdział lotnictwa Wojska Polskiego w II Rzeczypospolitej.
16 eskadra towarzysząca została sformowana w 1937. W kampanii wrześniowej jako 16 eskadra obserwacyjna była jednostką dyspozycyjną dowódcy Okręgu Korpusu nr I, a następnie naczelnego dowódcy Lotnictwa.

## Formowanie i zmiany organizacyjne
16 eskadra towarzysząca została zorganizowana w październiku 1937 na podstawie rozkazu DDO MSWojsk. L.dz. 4359 z 19 lipca 1937.  Sformowania dokonano na lotnisku Okęcie w Warszawie w ramach 1 pułku lotniczego. Pododdział powstał na bazie IV plutonu IV/13 eskadry towarzyszącej. Wyposażenie stanowiły samoloty Lublin R-XIIID. Wraz z 13 i 19 eskadrą eskadra tworzyła VI/1 dywizjon towarzyszący.
Sprawność ćwiczebną osiągnęła na przełomie 1937/1938 roku.
W lutym 1938 I/16 pluton ćwiczył współdziałanie ze sztabem 9 Dywizji Piechoty. Następnie, załogi eskadry odleciały na poligon Błędów odbywając tam szkołę ognia. Program strzelecki kończono na poligonie Pohulanka. Ćwiczenia letnie przeprowadzono na przełomie sierpnia i września w remach manewrów jednostek DOK nr I.

## Działania 16 eskadry obserwacyjnej w 1939
Z nadejściem wiosny 1939 oba plutony eskadry uczestniczyły w ćwiczeniach w rejonie Czerwonego Boru, a w czerwcu odbyły szkołę ognia na poligonie Trauguttowo.

### Mobilizacja eskadry
W dniach 24 i 25 sierpnia na macierzystym lotnisku Okęcie dokonano mobilizacji eskadry, a jednostka została przemianowana na 16 eskadrę obserwacyjną (łącznikową).
W nocy z 27 na 28 sierpnia 1939 rzut kołowy przemieścił się na lotnisko polowe Pęchery. 31 sierpnia  na tym lotnisku wylądował rzut powietrzny: 7 samolotów obserwacyjnych Lublin R-XIIID i 2 samoloty łącznikowe RWD-8.

### Działania eskadry w kampanii wrześniowej
W kampanii wrześniowej eskadra była jednostką dyspozycyjną dowódcy Okręgu Korpusu Nr I, a następnie naczelnego dowódcy Lotnictwa.
1 i 2 września, przebywając w dyspozycji gen. dyw. Edwarda Trojanowskiego, nie prowadziła żadnej działalności bojowej.
3 września dowódca eskadry otrzymał rozkaz przesunięcia jednostki do Ogrodzienic. Tam również nie nadchodziły rozkazy bojowe. W tym czasie w Ogrodzienicach wylądowały samoloty Instytutu Technicznego Lotnictwa i Polskich Linii Lotniczych LOP. 
4 września eskadra wróciła na lądowisko Pęchery.
5 września nastąpił przerzut eskadry na lądowisko  Kołbiel. Z tym dniem eskadra stała się jednostką łącznikową naczelnego dowódcy Lotnictwa. Przy lądowaniu ppor. Mirosław Maciejewski rozbił samolot. Z braku możliwości naprawy, samolot spalono.
6 września nastąpiła kolejna zmiana lądowiska. Samoloty poleciały do  Czerwonego Boru.
10 września padł rozkaz o przesunięciu eskadry na lotnisko Niepokojczyce.
11 września załoga por. obs. Lemieszonek i plut. pil. Halicki poleciała z rozkazami gen. Józefa Zająca dla: dowódcy „Armii Karpaty”, a załoga ppor. obs. Kiełkiewicz i ppor. pil. Szajdecki z analogicznymi rozkazami dla dowódcy Brygady Pościgowej.
12 września, prawdopodobnie z powodu braku łączności ze sztabem gen. Zająca, zadań bojowych eskadra nie wykonywała.
13 września nastąpiło przesunięcie eskadry na lotnisko Hutniki. 
14 września lotnisko Hutniki zostało zbombardowane przez Luftwaffe. Uszkodzony został jeden samolot. Po bombardowaniu rzut powietrzny odleciał na lądowisko koło Tarnopola. Podczas lądowania samolot ppor. obs. Kiełkiewicza i kpr. pil. Wojczyńskiego uszkodził podwozie.
15 września nastąpił odlot eskadry na lądowisko koło Horodenki. Z powodu awarii silnika ppor. pil. Maciejewski i kpr. Szypulewski nie wystartowali, a sierż. pil. Murzynowski przy lądowaniu rozbił RWD-8.
16 września jeden R-XIII i RWD-8 przerzucono w rejon Kołomyi, a rzut kołowy skierowano do Kornic.
17 września dowódca eskadry otrzymał rozkaz ewakuacji samolotów i personelu do Rumunii. Z braku map i niekorzystnych warunków atmosferycznych kpt. Eugeniusz Lech kazał spalić samoloty i z całym rzutem kołowym oraz personelem latającym przekroczył w godzinach wieczornych granicę polsko-rumuńską.
| Działania eskadry | Działania eskadry                   | Działania eskadry                   | Działania eskadry                   |
| ----------------- | ----------------------------------- | ----------------------------------- | ----------------------------------- |
|                   | Loty bojowe                         | w tym łącznikowe                    | Zestrzelenia                        |
| 12                | 12                                  | 0                                   |                                     |
| Straty eskadry    |                                     |                                     |                                     |
| Zaginieni         | ppor. Maciejewski, kpr. Szypulewski | ppor. Maciejewski, kpr. Szypulewski | ppor. Maciejewski, kpr. Szypulewski |
| Samoloty          |                                     |                                     |                                     |
| Stan              | Uzupełnienie                        | Zniszczone                          | Ewakuacja                           |
| 7 Lublin R-XIIID  | 0                                   | 7                                   | 0                                   |

## Żołnierze eskadry
| Stopień, imię i nazwisko             | Okres pełnienia służby |
| ------------------------------------ | ---------------------- |
| kpt. obs. Tadeusz Nowacki            | 1937 – XI 1938         |
| kpt. dypl. pil. Władysław Polesiński | XI 1938 – 1939         |
| kpt. obs. Franciszek Kalinowski      | 1939 – 15 VII 1939     |
| kpt. obs. Eugeniusz Lech             | 15 VII 1939 – IX 1939  |

| Stanowisko            | Stopień, imię i nazwisko             |
| --------------------- | ------------------------------------ |
| dowódca eskadry       | kpt. dypl. pil. Władysław Polesiński |
| dowódca I/16 plutonu  | por. Mieczysław Sadowski             |
| dowódca II/16 plutonu | kpt. Mieczysław Kwieciński           |
| obserwator            | por. Jan Lemieszonek                 |
| obserwator            | por. Jerzy Stachurski                |
| obserwator            | por. Władysław Wilkiewicz            |

| Stanowisko | Stopień imię i nazwisko |
| --- | --- |
| dowódca eskadry | kpt. obs. Eugeniusz Lech |
| dowódca I/16 plutonu | por. obs. Jan Lemieszonek |
| dowódca II/16 plutonu | por. obs. Jerzy Stachurski |
| szef mechaników | st. majster wojsk. Franciszek Jarmurzyk |
| szef eskadry | sierż. Franciszek Smykowski |
| Obserwatorzy | Piloci |
| por. Józef Kwieciński por. Kazimierz Mrozowski ppor. Roman Błaszak ppor. Jerzy Homan ppor. Antoni Kiełkiewicz ppor. Stanisław Likindorf ppor. Marian Piotrowski ppor. Józef Rojek | ppor. Józef Szajdecki ppor. rez. Mirosław Maciejewski st. sierż. Ludwik Cybulski st. sierż. Marian Niepiekło sierż. Feliks Murzyński plut. Mieczysław Halicki plut. Mieczysław Kończewski plut. Wacław Szypulewski kpr. Edward Wojczyński |

## Samoloty eskadry
We wrześniu 1939 na uzbrojeniu eskadry znajdowało się 7 samolotów Lublin R.XIII i 2 RWD-8.

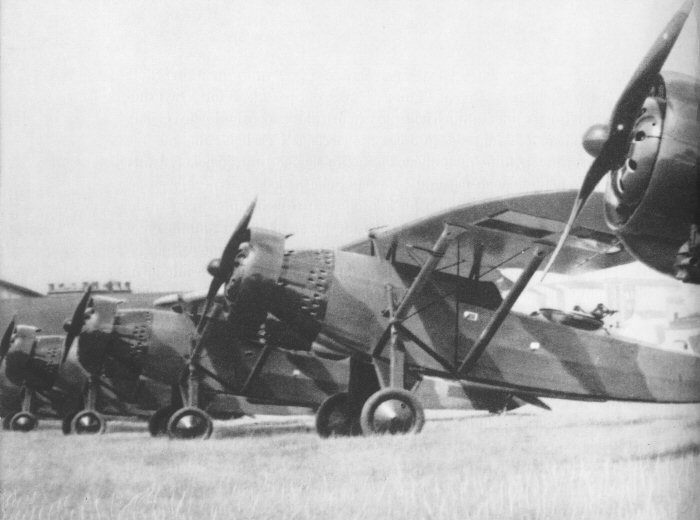
Lublin R.XIII (1937–1939)
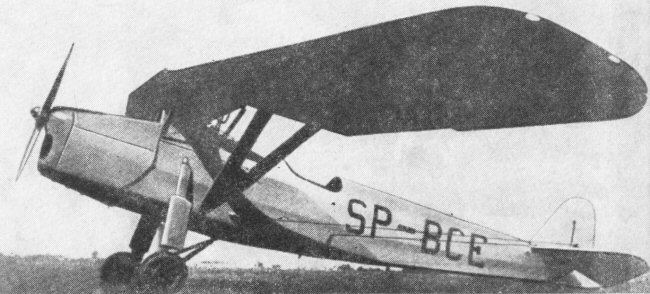
RWD-8 (łącznikowy)